# Biserica de lemn Nașterea Maicii Domnului din Stolniceni-Prăjescu

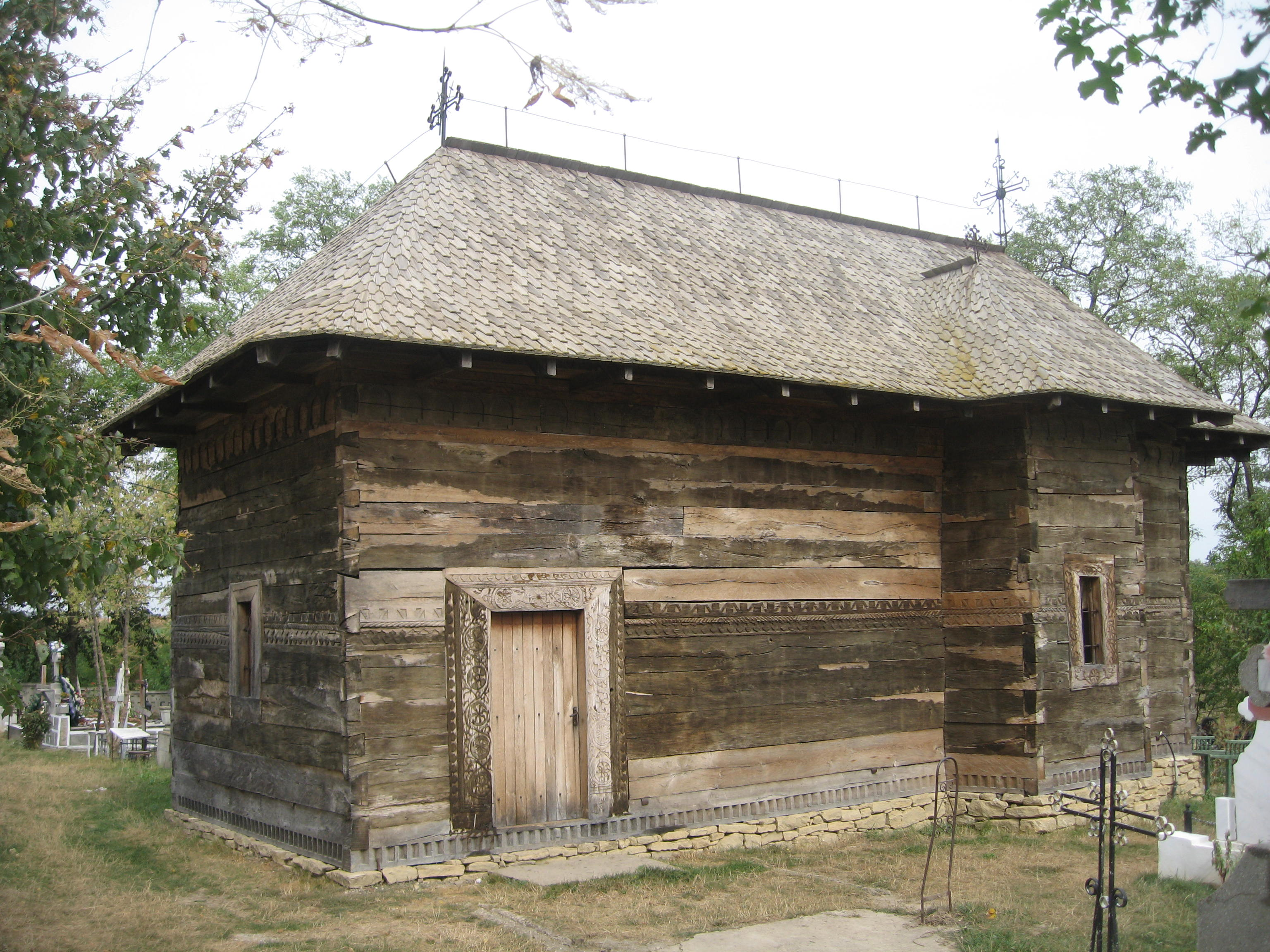
Biserica de lemn din Stolniceni-Prăjescu.

Biserica de lemn cu hramul Nașterea Maicii Domnului din Stolniceni-Prăjescu a fost construită în anul 1733 în satul Stolniceni-Prăjescu din comuna omonimă (aflată în județul Iași). Ea se află localizată pe un deal din partea de nord a localității, în cimitirul fostului sat Purcilești (astăzi desființat). 
Biserica de lemn din Stolniceni-Prăjescu a fost inclusă pe Lista monumentelor istorice din județul Iași din anul 2015, având codul de clasificare cod LMI IS-II-m-B-04249.  Pe această listă este trecut ca perioadă de datare a monumentului secolul al XVIII-lea.

## Istoric

### Vechimea satului
Prima atestare a satului Stolniceni-Prăjescu are loc în anul 1609, când jumătate din sat a fost dată la schimb marelui vistiernic Nicoară Prăjescu. Mai multe documente din prima parte a secolului al XVII-lea atestă faptul că satul se afla în proprietatea boierilor din familia Prăjescu.  Un document din 1622 îl menționează ca proprietar pe vel postelnicul Ionașcu Prăjescu. Boierii Prăjescu au construit aici curți boierești, atestate documentar într-un act din 1636. 
În timpul incursiunii poloneze în Moldova din 1686, din timpul domniei lui Constantin Cantemir (1685-1693), curțile boierești de la Stolniceni-Prăjescu au fost arse de polonezi, ca și curțile boierești din alte sate învecinate. Tot atunci, polonezii regelui Sobieski au luat cu ei și dus în Polonia odoarele Mitropoliei Moldovei, moaștele Sfântului Ioan cel Nou de la Suceava și pe mitropolitul Dosoftei. Acest eveniment este relatat de cronicarul Ion Neculce în letopisețul său, cu următoarele cuvinte: "Atuncea au arsu leșii și tătarîi multe curții boiarești la țară și la Iași. Ars-au în Lungani, în Obrezeni, în Popi, în Doroșcani, la Leca, în Căcărădzeni 2 părechi, în Podobiții, într-alții Lungani, în Albesștii, în Brăeștii, în Prigoreni, în Gănesștii, în Tîrgul Frumos, în Crivesștii, în Petrișu, în Heleșteieni, în Hăbășesștii, în Ruginoasa, în Hălăucesștii, în Cozmesștii, în Purcelesștii, în Stolniceni, în Pășcani și pe alte locuri multe. Tot curții șendilite boiaresștii au arsu atuncea, fiind oameni închiși pen mănăstirii de frica leșilor ș-a tătarilor.". 

### Construirea bisericii și strămutarea sa
Există controverse cu privire la datarea exactă a bisericii de lemn din Stolniceni-Prăjescu. După unii istorici, lăcașul de cult a fost construit în anul 1733 de către boierul locului, Ioan Prăjescu.  Biserica de lemn a fost ridicată inițial pe un câmp din apropiere, numit “La Poieni” (sau Poiana). Satul și biserica de lemn au fost strămutate de marele stolnic Ioan Prăjescu, proprietar al moșiei încă din 1790, pe dealul Purcilești (unde biserica se află și astăzi).  În jurul bisericii s-a amenajat apoi cimitirul satului.
Deasupra ancadramentului ușii de intrare se află o pisanie sculptată, păstrată în condiții relativ bune. Ea a fost scoasă la iveală după desfacerea peretelui exterior din scândură, ce masca structura originală a bisericii. Din această pisanie se poate descifra cu ușurință începutul: “Această Sfântă biserică s-a făcut cu cheltuiala domniei sale Ioan Prăjescu”, precum și data “1806 mai…”. Din această inscripție rezultă că biserica a fost strămutată în mai 1806 pe actualul amplasament. Odată cu strămutarea, s-au făcut o serie de intervenții pentru repararea și înlocuirea unor elemente, precum și transformări ale unor elemente originale. Ca urmare a faptului că lemnul de stejar (materialul de construcție al bisericii) este greu degradabil și s-au înlocuit pereți întregi (spre nord și vest), se deduce că bârnele din lemn erau foarte degradate, estimându-se așadar că biserica este mai veche cu aproximativ 100-150 ani.
În timpul celui de-al Doilea Război Mondial, linia frontului a trecut pe dealurile ce înconjurau bisericuța și cimitirul. Un obuz a distrus în 1944 partea inferioară a absidei laterale de nord. Casele aflate în apropierea bisericii au fost în mare parte distruse, iar satul a fost strămutat mai în vale, până pe valea Siretului. Mutarea satului a făcut ca biserica de lemn și cimitirul să se afle în prezent la 2 kilometri de centrul localității. După cel de-al Doilea Război Mondial, ca mutare a vetrei satului, biserica de lemn a rămas aproape abandonată. 
Conform documentației de restaurare, biserica a suferit alte intervenții majore în anii 1950 (după alte surse, intervențiile au avut loc în anii 1930 ), care au dus la modificarea aspectului originar al edificiului. Acele intervenții distructive au fost reprezentate de: 
- îmbrăcarea bisericii cu o căptușeală verticală de scânduri de brad, care a ascuns valoroasele elemente sculptate, ancadramente, brâuri cioplite etc;
- adăugarea pe latura de sud a unui pridvor surmontat de un turn clopotniță realizat pe un cadru de lemn de stejar (stâlpi și grinzi), cu căptușeală din scânduri de brad;
- lărgirea golurilor de la uși și ferestre;
- consolidarea edificiului prin amplasarea a patru stâlpi;
- adăugarea a două elemente de separare a pronaosului de naos și înlocuirea șarpantei.

Toate aceste intervenții au avut în general efecte distructive. Meșterii care au realizat placarea cu scânduri a pereților exteriori au cioplit fără discernământ toate elementele decorative în relief care împiedicau asigurarea planeității căptușelilor de scânduri. Alipirea turnului clopotniță în dreptul ușii de intrare de pe peretele sudic, în afară de alterarea imaginii de ansamblu a monumentului, a dus la modificarea golurilor de la ușa de intrare și de la ferestre, distrugându-se în proporție de peste 60% motivul ornamental de o rară finețe al ancadramentelor. Șarpanta a fost refăcută grosolan și nu a păstrat nimic din elementele originale ale construcției. 
Inclusă pe Lista monumentelor istorice, biserica de lemn din Stolniceni-Prăjescu a suferit de lipsa de interes a autorităților comuniste față de reabilitarea lăcașurilor de cult. Într-o fișă a monumentului din anul 1955, la capitolul “Propuneri de restaurare”, s-au scris următoarele: “Nu e cazul. Biserica neprezentând interes deosebit din punct de vedere artistic, nici din punct de vedere al arhitecturii monumentului, se propune scoaterea de pe lista monumentelor istorice”.

### Restaurarea din 1999-2002
La sfârșitul secolului al XX-lea, biserica era foarte degradată. Expertiza tehnică efectuată de specialiști a stabilit că edificiul era în stare de precolaps, fiind necesare măsuri de intervenție urgente. Specialiștii au stabilit următoarele:
- biserica nu avea nici un fel de fundație, soclul de piatră fiind pus direct pe terenul natural. Astfel, s-au produs tasări inegale, iar corpul bisericii s-a înclinat spre nord cu aproximativ 25-30 cm față de verticală.
- tălpile pereților erau deteriorate în întregime (putrezite) și pe alocuri chiar și pereții de pe laturile de nord și de vest;
- partea inferioară a absidei laterale de nord lipsea, fiind distrusă de un obuz în 1944.

Potrivit expertizei tehnice, cauzele degradării monumentului erau următoarele: 
- erori de construcție (lipsa fundațiilor, înlocuirea inabilă a elementelor deteriorate);
- deficiențe în întrebuințarea materialului (tencuirea cu mortar a soclului din lemn, modificarea golurilor de la ușa de intrare și ferestre, cioplirea fără discernământ a unor decorațiuni, refacerea cu inabilitate a șarpantei);
- un atac biologic masiv provocat de insectele xilofage și putregai în aproape toată masa construcției.

Cu sprijinul Ministerului Culturii și Cultelor, între anii 1999-2002 s-au realizat lucrări de reabilitare ale bisericii care au urmărit revenirea la forma originală a construcției prin păstrarea elementelor originale, înlocuindu-se doar cele iremediabil distruse. Ministerul a suportat în întregime cheltuielile cauzate de lucrările de proiectare și execuție.
Componentele din lemn ale bisericii au fost desfăcute, marcate și inventariate. Ele au fost analizate din punct de vedere al stării de conservare, unele dintre ele fiind tratate cu substanțe conservante, după care au fost consolidate. S-a construit apoi o fundație și un soclu de piatră care să susțină ansamblul construcției. Tălpile și grinzile deteriorate au fost înlocuite. Ancadramentele ușii de intrare și a celor patru ferestre au fost readuse la forma și dimensiunile inițiale, fragmentele existente fiind plombate cu materialul lemnos recuperat din piesele care urmau a fi înlocuite. Șirul de ocnițe de la partea superioară a fost completat pentru a avea continuitate. A fost realizată o învelitoare nouă din șiță de lemn de brad cu dimensiunile 60x80x0,5cm, bătută pe șipci de brad. Toate elementele componente din lemn au fost fixate numai în îmbinări clasice din lemn, fără piese metalice. Iconostasul de la Biserica „Nașterea Maicii Domnului” din Stolniceni-Prăjescu a fost conservat și restaurat în anii 1999-2002 de către pictorul restaurator Stelian Onica (n. 1955).  
Elementele componente din lemn au fost tratate împotriva atacului biologic cu soluție de tip “romalit”. Pe acoperiș a fost amplasată o instalație completă de paratrăsnet. În scopul readucerii monumentului la forma inițială și pentru punerea în evidență a decorației s-a renunțat la turnul clopotniță alipit, el fiind reconstruit mai departe de biserică, la intrarea în cimitir.
Recepția finală a lucrărilor a fost făcută la 15 octombrie 2002 de către ministrul Răzvan Theodorescu.  Biserica de lemn din satul Stolniceni Prăjescu și-a recăpătat aspectul și funcționalitatea inițială, dobândind și o rezistență sporită în fața agenților destructivi.
După cel de-al Doilea Război Mondial, ca mutare a vetrei satului, biserica de lemn a rămas aproape abandonată. În prezent, aici se mai oficiază doar slujba de sărbătoarea hramului (Nașterea Maicii Domnului, 8 septembrie), precum și slujbele de înmormântare ale localnicilor răposați. Ca urmare a faptului că satul este îndepărtat, localnicii parcurg și câte 5-6 kilometri pe jos cu prilejul înmormântărilor. De bisericuță se îngrijește un epitrop de la biserica din sat, care deschide biserica turiștilor aflați în zonă. 
Accesul în incinta cimitirului se face pe sub un turn clopotniță de lemn. Acesta are un plan pătrat cu structură metalică și închideri din lemn, învelitoare din șiță. Turnul clopotniță are două niveluri: la primul nivel (parterul) se află o deschidere de acces sub forma unei bolte în plin cintru care cuprinde și poarta metalică de intrare, iar la etaj este camera clopotelor.
În curtea bisericii se mai află o construcție anexă din zid și învelitoarea din tablă zincată cu rol de magazie, depozit și casă de prăznuire. În curtea cimitirului sunt două alei betonate care fac legătura între clopotniță și biserică și respectiv între clopotniță
și construcția anexă.

## Arhitectura bisericii
Biserica de lemn din Stolniceni-Prăjescu este construită în totalitate din bârne de stejar "lucrate în bardă" și îmbinate la colțuri în sistem “coadă de rândunică”. Dimensiunile lăcașului de cult sunt foarte mici: lungime - 12,81 m, lățime - 4,50 m, înălțime până la streașină - 3,87 m și înălțime până la coama acoperișului - 6,40 m.
Construcția are formă trilobată, cu abside laterale triunghiulare și absida altarului decroșată față de restul construcției. Biserica este acoperită cu o învelitoare de șindrilă în formă de ”umbrelă”. Ca elemente decorative, sunt întâlnite aici brâie, chenare la ferestre și în jurul ușii de intrare, chenare ce au fost reproduse după vechile sculpturi la restaurarea din 1999.  Decorația exterioară a pereților din bârne este marcată prin trei rânduri de brâie. Brâul inferior este situat pe talpa de lemn, deasupra fundației din pietre de râu, el fiind decorat cu denticuli. Brâul median este alcătuit din trei registre, iar brâul superior, aflat sub cornișă, este format din ocnițe.
În interior, biserica este compartimentată în 3 încăperi: pronaos, naos și altar. Pronaosul este separat de naos "prin doi stâlpi de stejar fasonați în bardă".  Spațiul nu prezintă bolți la partea superioară, ci un planșeu de scândură.

## Imagini

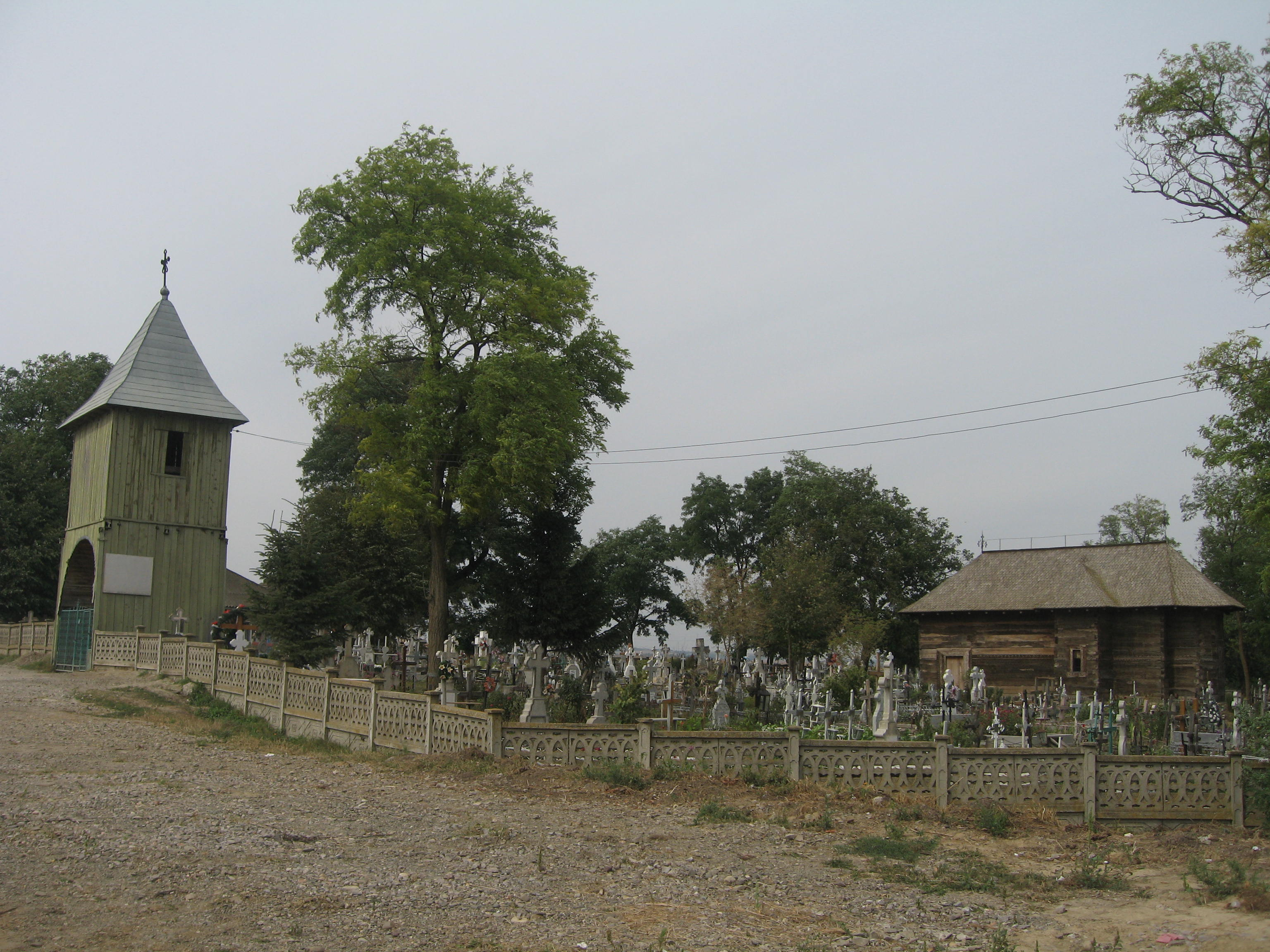
Biserica, turnul clopotniţă şi cimitirul
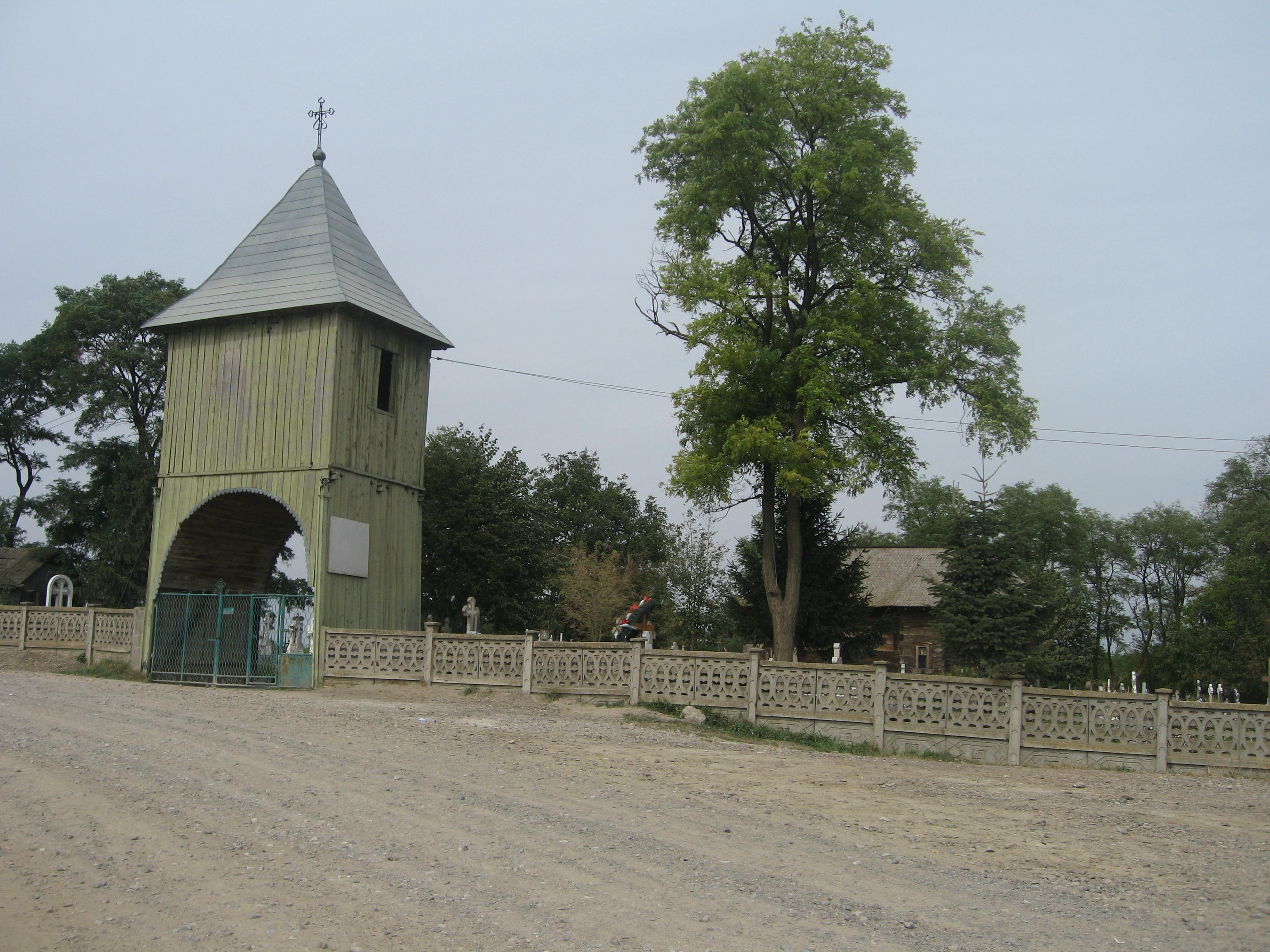
Biserica, turnul clopotniţă şi cimitirul
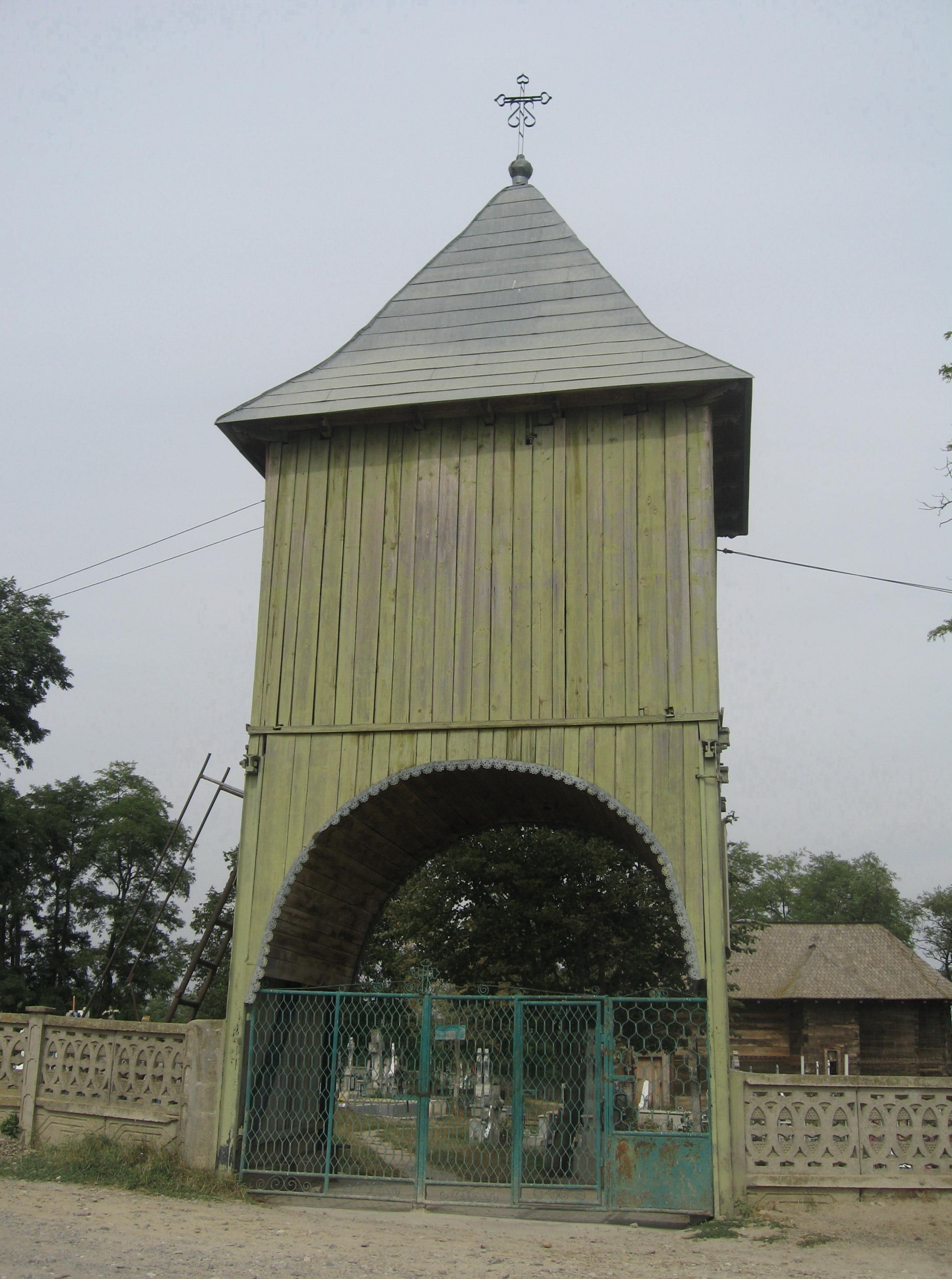
Turnul clopotniţă privit din stradă
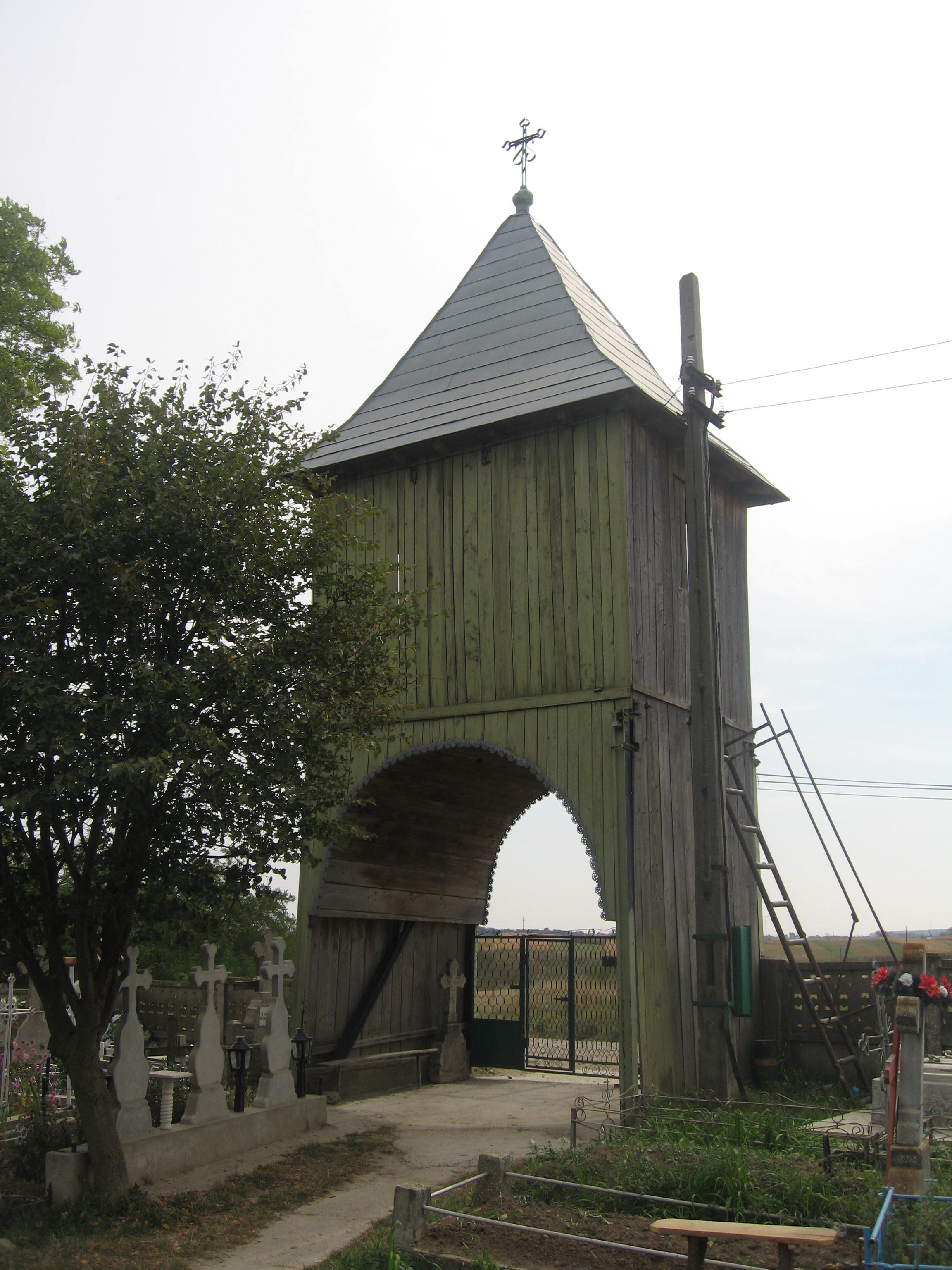
Turnul clopotniţă privit din curtea bisericii
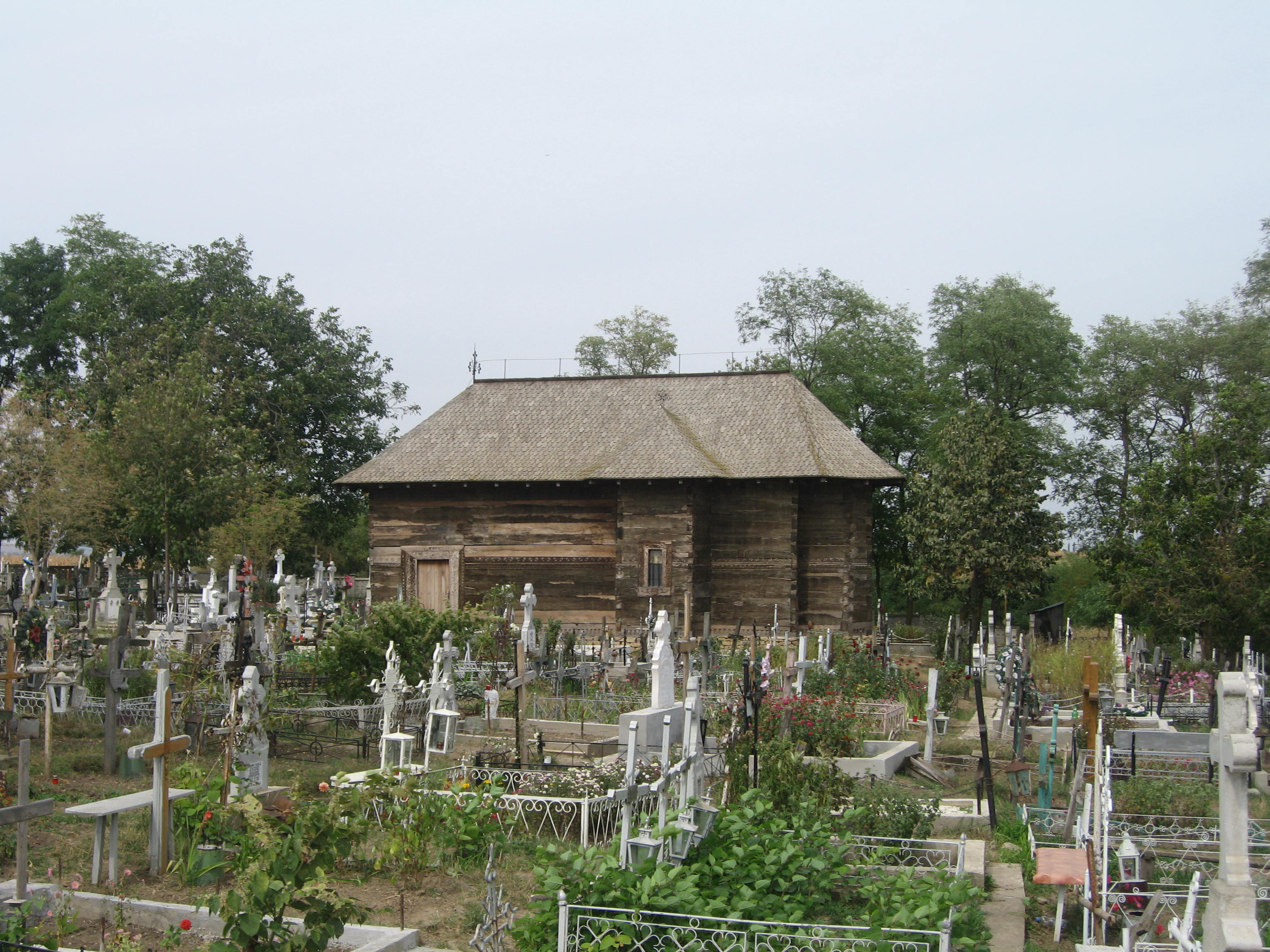
Biserica privită de pe latura de sud
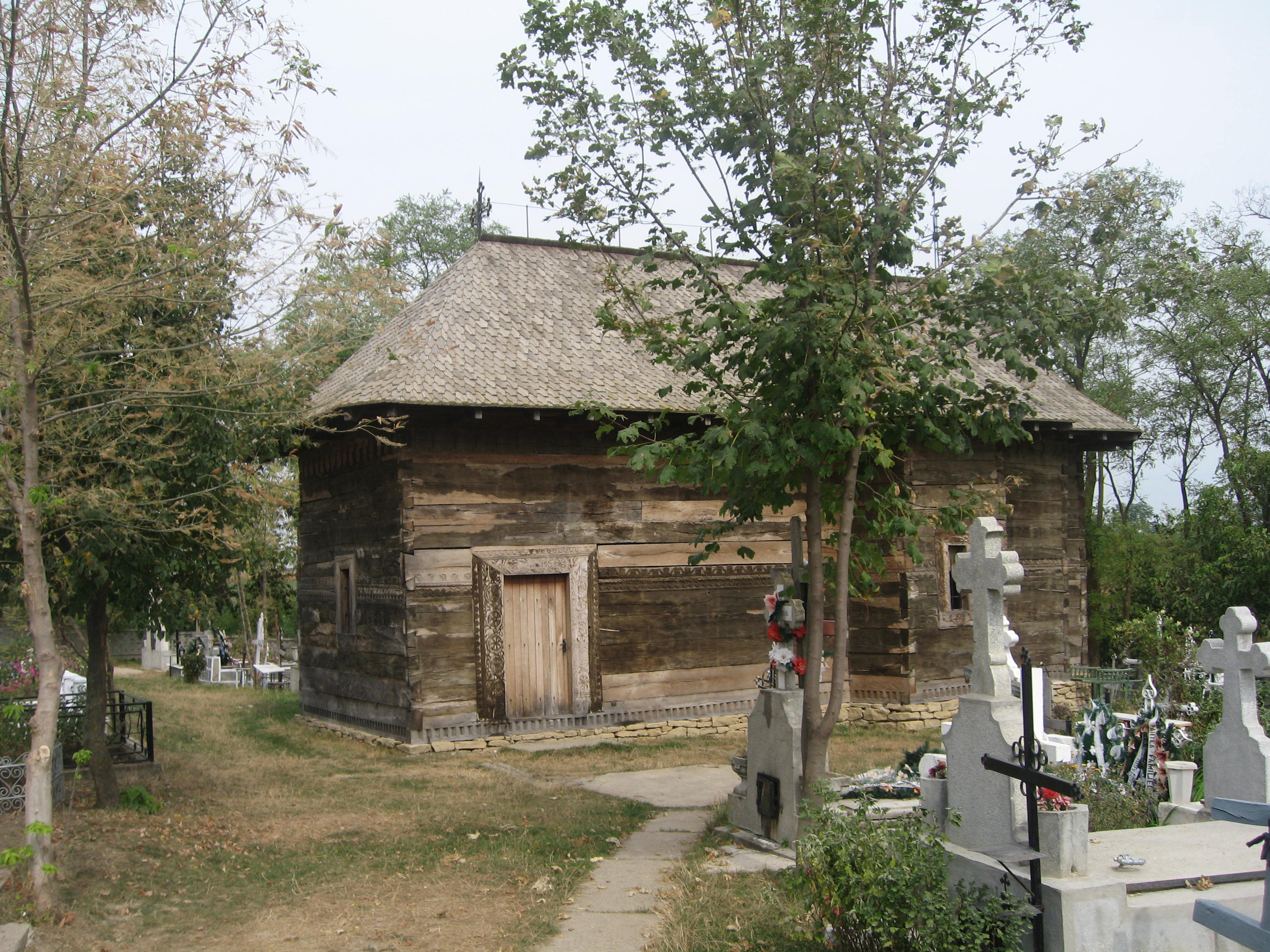
Biserica privită dinspre intrarea în cimitir
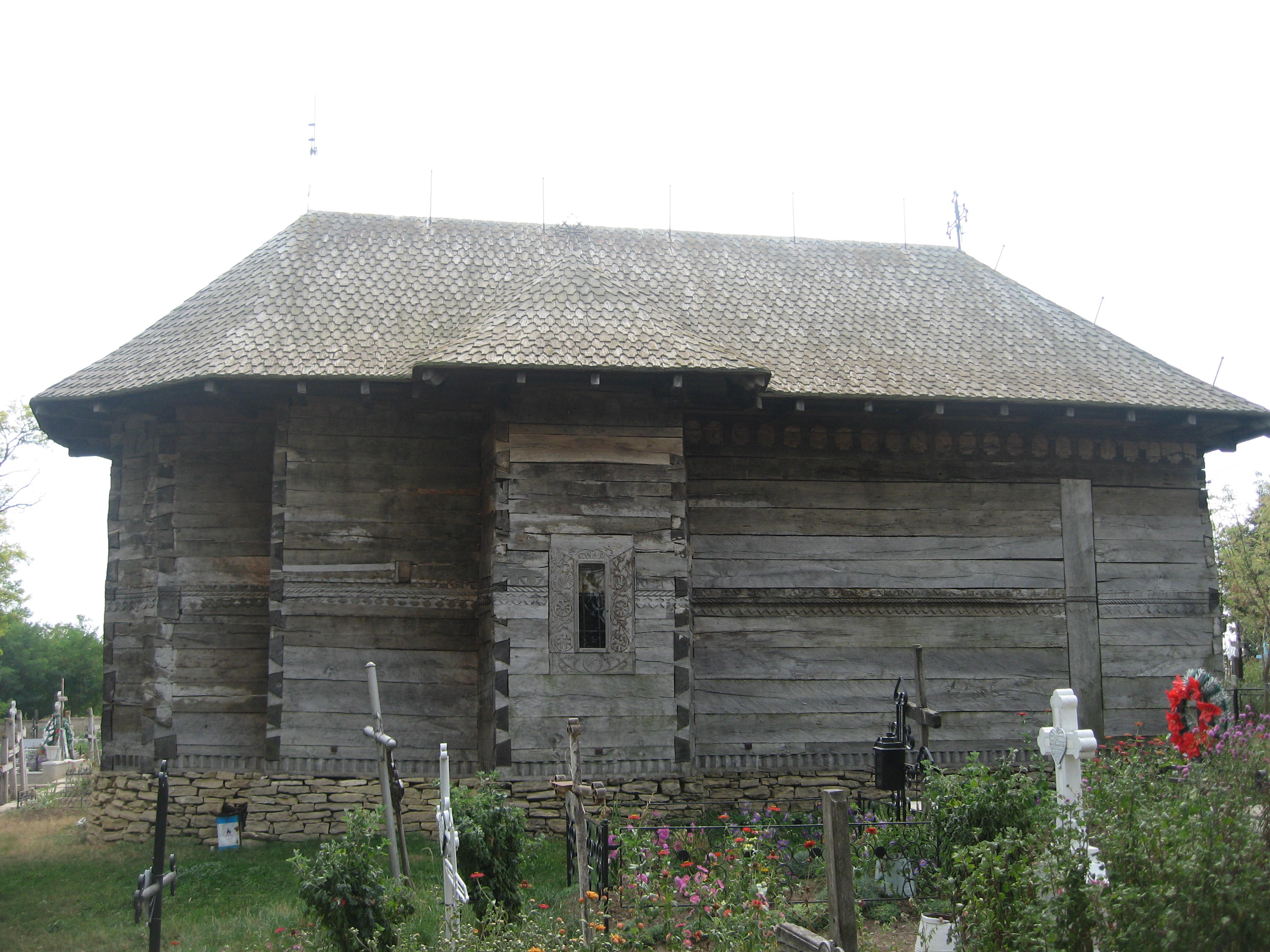
Biserica privită de pe latura de nord
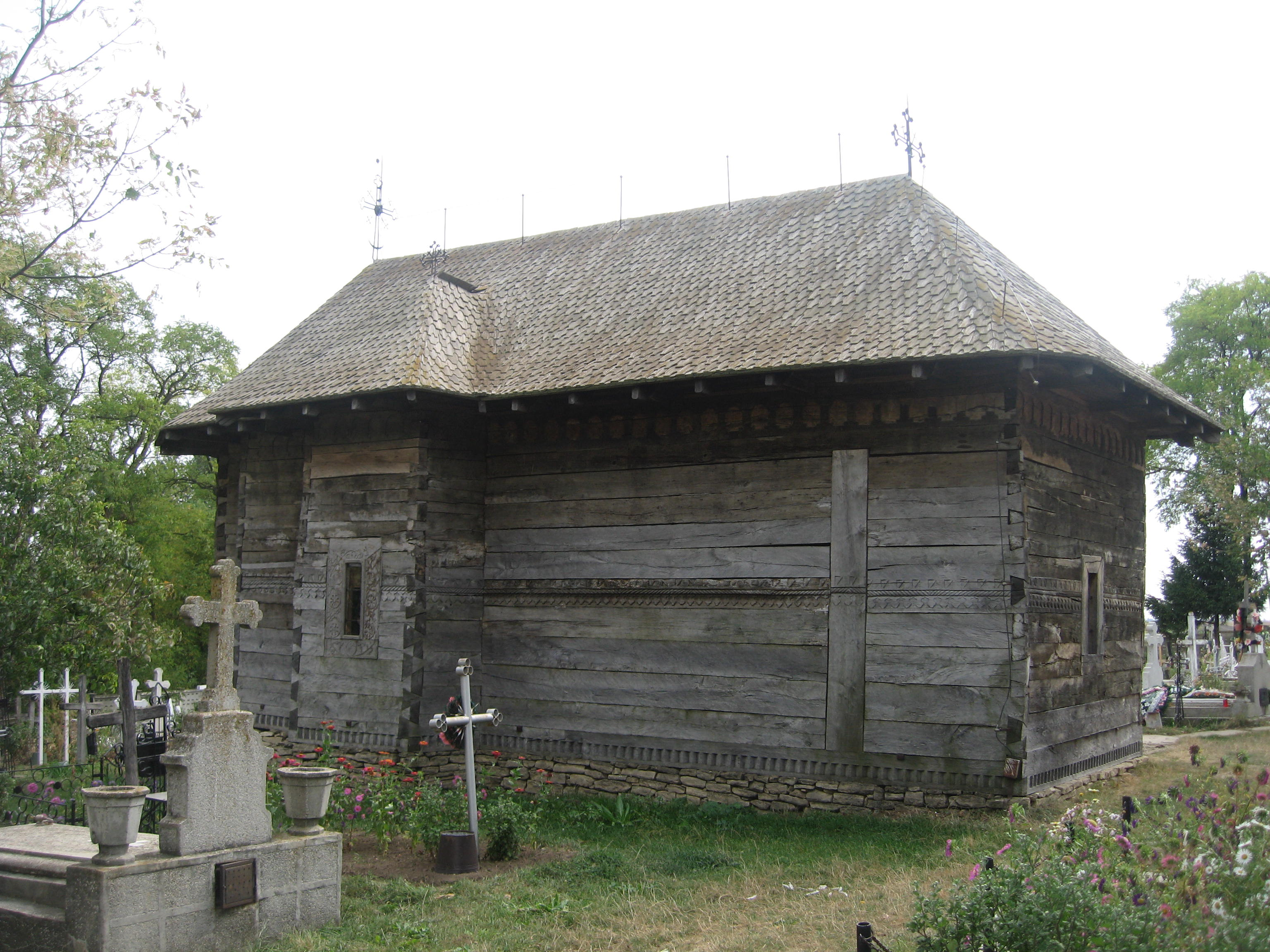
Biserica privită de pe latura de nord-vest
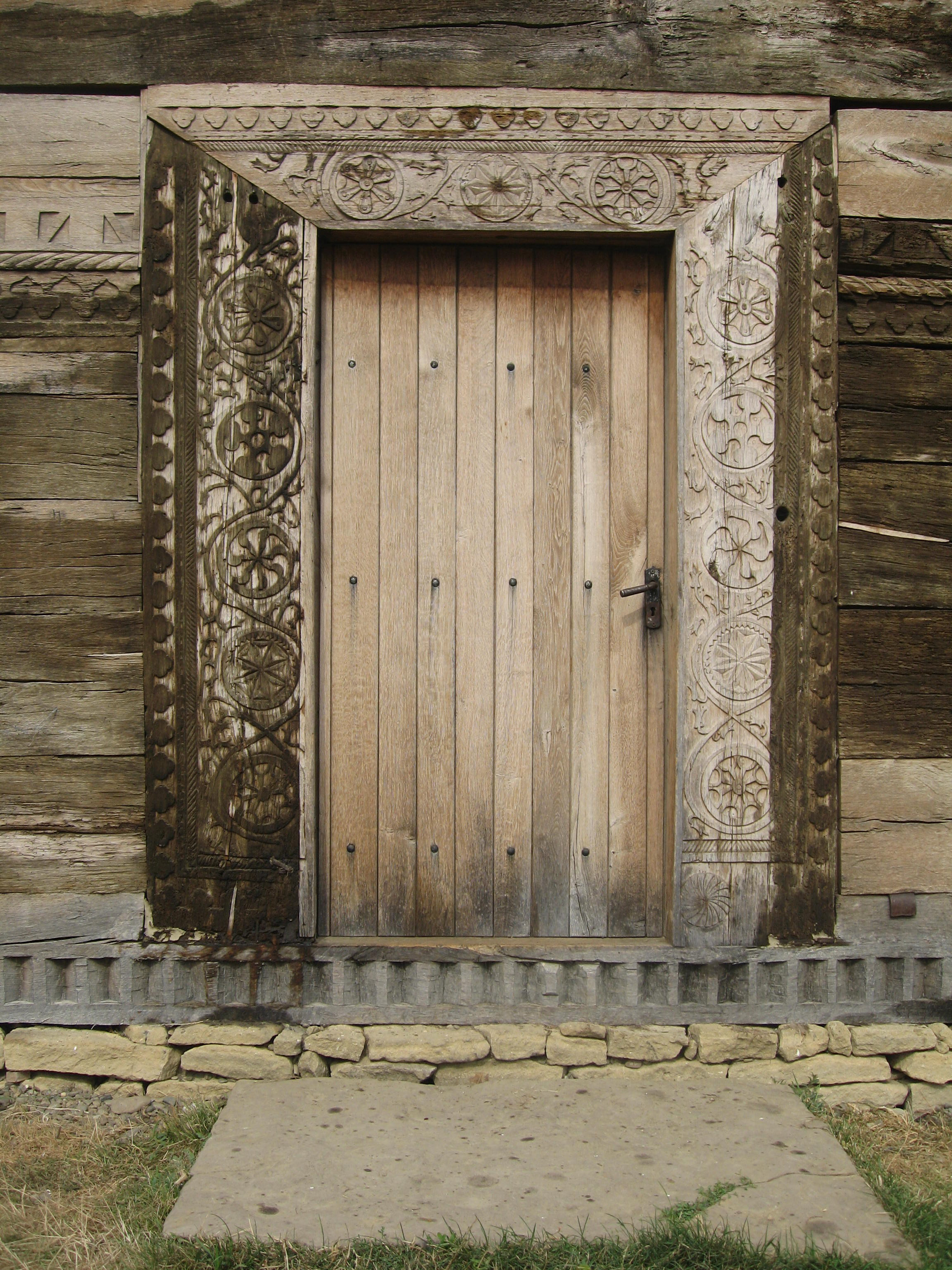
Uşa de intrare în biserică
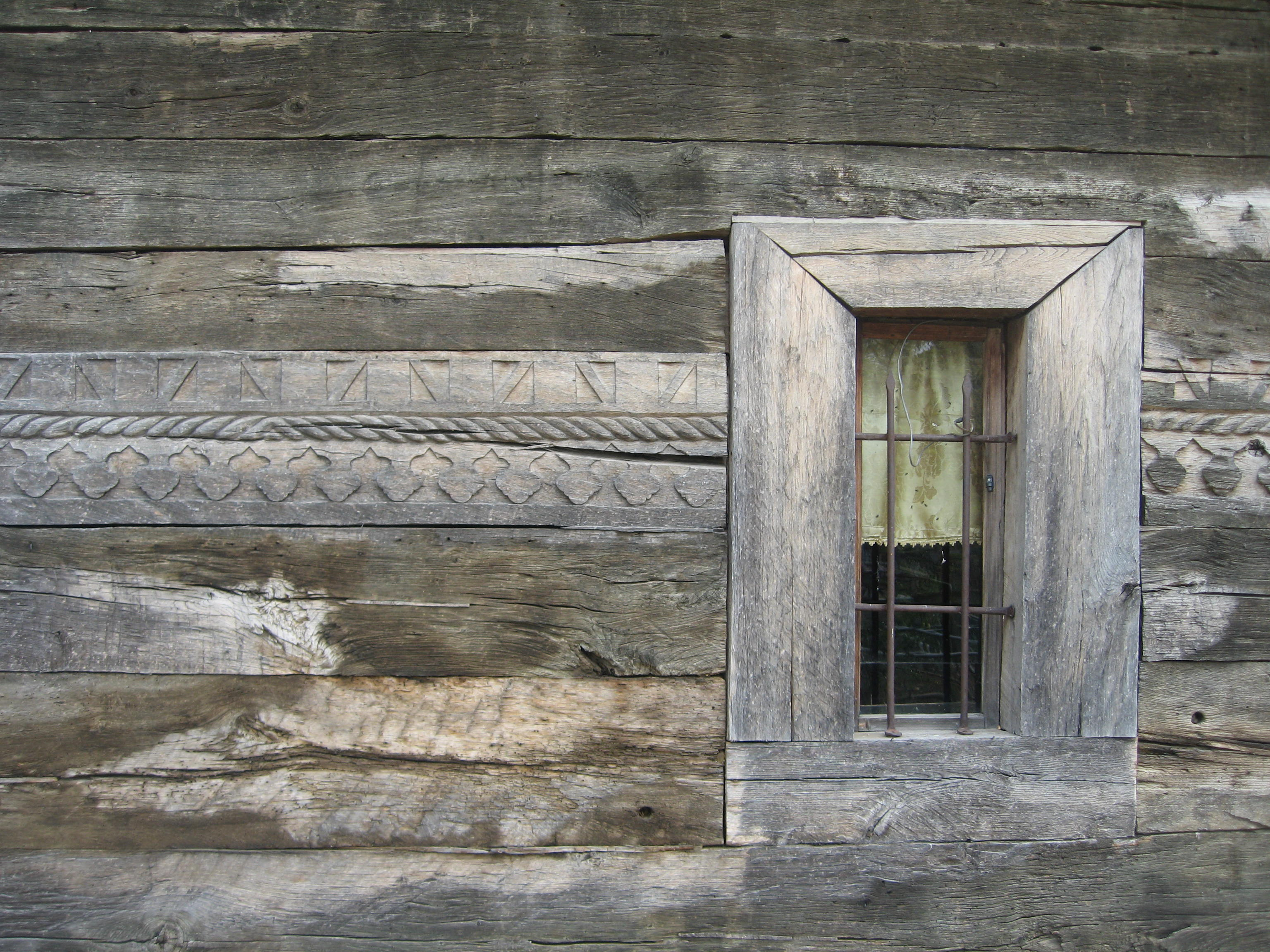
Fereastră de pe latura sudică
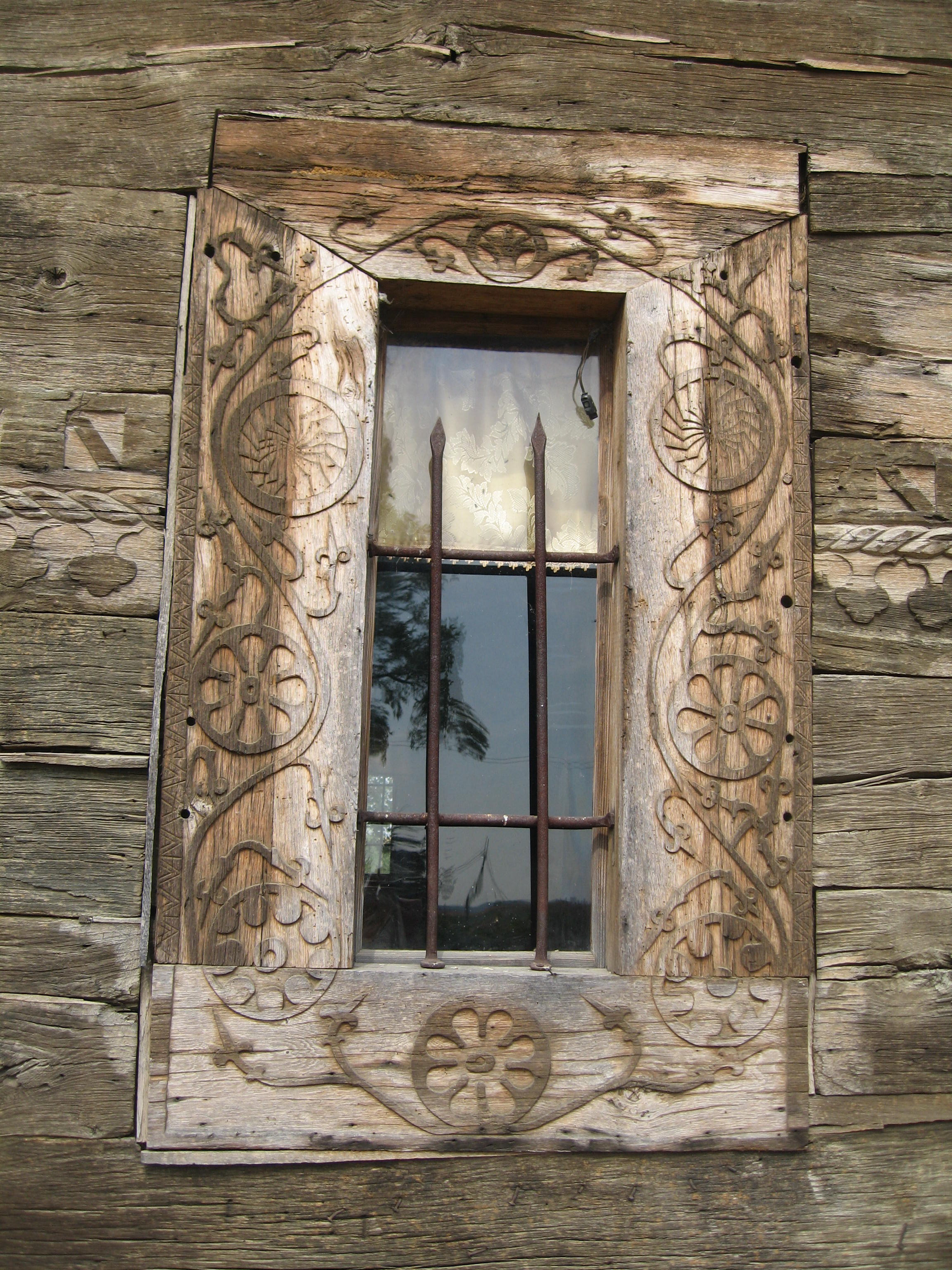
Fereastră cu decoraţiuni
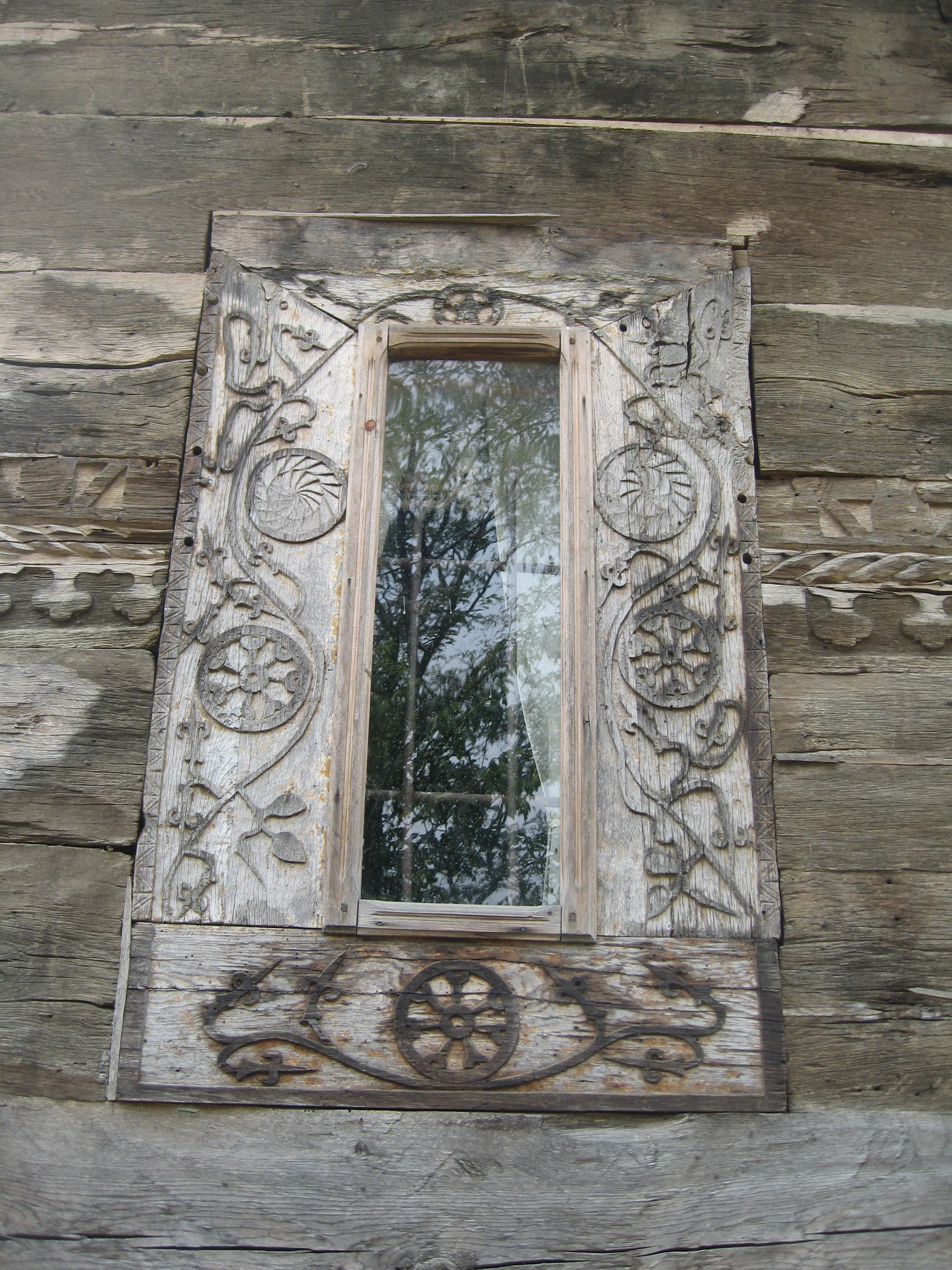
Fereastră cu decoraţiuni